# 双手互搏
雙手互搏（亦稱左右互搏）為金庸武俠小說《射鵰英雄傳》和《神鵰俠侶》中的武功，「老頑童」周伯通（也就是《神雕俠侶》裡的「中頑童」）被「東邪」黃藥師困於桃花島時所創。

## 概述
據《神鵰俠侶》原文：
其實這左右互搏之技，關鍵訣竅全在「分心二用」四字。凡是聰明智慧的人，心思繁複，
一件事沒想完，第二件事又湧上心頭。例如三國時曹子建（即曹植）七步成詩，五代間劉鄩用兵，一步百計，這等人要他學那左右互搏的功夫，便是要殺他的頭也學不會的。
關鍵訣竅全在「一心二用」，因此要習此門功夫，須做到心無雜念。根據周伯通的說法，若能左手畫方，右手畫圓，方能修習此法。《射鵰英雄傳》中世上僅有周伯通及郭靖能使用，而在《神鵰俠侶》中當小龍女與周伯通被金輪國師困在山洞時，小龍女以養蜂術與周伯通交換雙手互搏之後便能一人使出「玉女素心劍法」，成為第三個懂得雙手互搏的人。周伯通，郭靖與小龍女皆是心思純樸之人，心無雜念，尤其小龍女自幼便學習寡欲，學習雙手互搏並非難事。
在倚天屠龍記中「崑崙三聖」何足道亦曾以左手凌厲攻敵、右手舒緩撫琴。儘管不及雙手分使兩般武功，卻已是射鵰三部曲中極少數能分心二用的人。
另外，在《碧血劍》中，主角袁承志為圓溫青青一時口舌之快，於擊敗仙都派兩大弟子後，現學現賣，當場使出需兩人才有辦法施展的「兩儀劍法」，書中有云：「只見他雙劍舞了開來，左攻右守，右擊左拒，一招一式，果然與兩儀劍法毫無二致。劍招繁複，變化多端，洞玄和閔子華適才分別使出，人人都已親見，此時見他一人雙劍竟囊括仙都派二大弟子的劍招，盡皆相顧駭然。 」，可見袁承志亦是少數能分心二用之人。

## 註解
1. ↑  《舊版神鵰俠侶．第六十九回　日夜跟蹤》[永久]作「劉鄖」（yún），五代名將只有劉鄩（xún，一步百計者），無劉鄖。